# スタンリー・ラルフ・ロス
スタンリー・ラルフ・ロス（Stanley Ralph Ross, 1935年7月22日 - 2000年3月16日）は、アメリカ合衆国出身の脚本家、俳優である。

## 参加作品

### 出演
- アラン・スミシー・フィルム
- ベイブ/都会へ行く（ルテリア）
- 帰ってきたあぶない看護婦

### 企画
- 空飛ぶ鉄腕美女ワンダーウーマン

### 脚本
- 新ハリウッド・ナイトメア
- アマゾンズ黄金伝説
- カーニバル殺人事件
- ワンダーウーマン
- 刑事コロンボ 白鳥の歌（原案）
- 刑事コロンボ 別れのワイン
- バナチェック登場/消えた株券の原版